# Los parientes pobres
Los parientes pobres (lit. Os parentes pobres) é uma telenovela mexicana produzida por Carla Estrada para a Televisa e exibida pelo Canal de las Estrellas entre 3 de maio e 13 de agosto de 1993, substituindo Mágica juventud e sendo substituída por Dos mujeres, un camino, em 75 episódios. 
Foi protagonizada por Lucero e Ernesto Laguardia, com atuações estrelares de Nuria Bages e Joaquín Cordero, participação especial de Rogelio Guerra e antagonizada por Alexis Ayala, Chantal Andere, Delia Casanova, Ana Patricia Rojo, Lorenzo de Rodas, Humberto Elizondo e Bertha Moss.

## Enredo
Margarita Santos vive em San Gabriel, um vilarejo distante da Cidade do México. Margarita é uma jovem nobre, boa e muito querida por muita gente. No entanto, a vida golpeia fortemente a ela e a sua família, pois deixam de ter dinheiro de sobra e passam a ficar na ruína.
Pouco depois, o pai de Margarita, Ramiro Santos, fica gravemente enfermo. Ao não ter dinheiro suficiente para um tratamento adequado, o homem falece cheio de ódio e rancor de seu primo distante, Evaristo Olmos, a quem culpa diretamente de sua ruína econômica. Tanto Margarita como seus irmãos se convencem da culpa de Evaristo; além disso, Ramiro faz Margarita jurar em seu leito de morte que tirará a sua família da ruína utilizando qualquer recurso necessário, mas sem perder jamais o orgulho nem a dignidade.
Ao estar na quebra, a família cai facilmente nas artimanhas de Paulino Zavala, quem se aproveita de sua situação. Zavala também se encarga de encher o povo de fofocas que acusam a família Santos de tratar de sair da quebra com métodos imorais.Enquanto isso, chega ao povo Bernardo, um jovem burguês, em busca de diversão. Ele se faz noivo de Margarita e de Alba, a filha de Zavala, ao mesmo tempo.
Posteriormente, Evaristo Olmos, o primo do pai de Margarita descobre a situação de sua familia e os convida a viver em sua casa na Cidade de México. No entanto, Margarita o despreza pois seu pai lhe fez crer durante muitos anos que ele foi o culpado da quebra de seu negocio. Porém, a verdade é muito diferente, já que Evaristo é um homem bondoso que sempre esteve apaixonado por María Inés e procurando seu bem e o de sua família.
Os Santos passam a viver com a família Olmos, onde sofrem muitos conflitos e desprezos por parte de seus próprios primos e dos que os rodeiam. Cada membro dos Santos terá que sobrelevar grande número de dificuldades sem perder sua dignidade e aprendendo as lições da vida. Margarita conhece a Jesús, apelidado Chucho; um jovem sensível e preocupado pelo bem de sua comunidade e quem se apaixona por ela a primeira vista e lhe oferece seu amor sincero e desinteressado. No entanto, Margarita, cega pelo falso amor de Bernardo, seu implacável orgulho e seu terrível desespero por conseguir dinheiro, o rejeita para buscar una posição acomodada y comprovar que ninguém a pode fazer menos nem a sua família.

## Elenco
- Lucero - Margarita Santos

- Ernesto Laguardia - Jesús "Chucho" Sánchez

- Alexis Ayala - Bernardo Ávila

- Chantal Andere - Alba Zavala

- Nuria Bages - María Inés de Santos

- Joaquín Cordero - Evaristo Olmos

- Humberto Elizondo - Paulino Zavala

- Rogelio Guerra - Ramiro Santos

- Delia Casanova - Eloísa de Olmos

- Ana Patricia Rojo - Griselda Olmos

- Claudia Ramírez - Juliana Santos

- Maribel Fernández - Amalia de Zavala

- Luis Gimeno - Marlon

- Eduardo López Rojas - Padre Cayetano

- Bertha Moss - Tía Brígida

- Guillermo Aguilar - Dr. Samuel Gómez

- Ernesto Godoy - Silverio Santos

- Alejandro Aragón - Cristóbal

- Socorro Avelar - Toñita

- Jerardo - Felipe Olmos

- Esteban Soberanes - Gabriel Olmos

- José María Torre - Luisito Santos

- Estela Barona - Alondra

- Patricia Martínez - Rosa

- Guy de Saint Cyr - Jean Paul Dominique

- Pituka de Foronda - Magdalena

- Oscar Servín - Francois

- Fabiola Campomanes - Elda

- Patricia Navidad - Esmeralda

- Consuelo Duval - Celina

- Susana Lozano - Pilar

- Paola Otero - Bertha

- Angelina Peláez - Zeferina

- Isabel Martínez "La Tarabilla" - Telefonista

- Lorenzo de Rodas - Roque del Toro

- José Luis Castañeda - Erasmo

- Isabel Cortázar - Sandra

- Rafael de Quevedo - Genaro

- Fernando Lavín - Chencho

- Sara Luz - Patricia

- Pedro Luévano - Manuel

- Pedro Morante - Don José

- Genoveva Pérez - Clementina

- Ivette Reyna - Flora

- Guillermo Sauceda - Ignacio

## Exibição
Foi exibida pela primeira vez pelo canal TLNovelas entre 24 de janeiro a 06 de maio de 2000.
Foi exibida pela segunda vez pelo canal TLNovelas entre 4 de janeiro e 19 de março de 2021, sendo substituída por Imperio de cristal. A trama foi escalada às pressas, após o cancelamento da já anunciada Barata de primavera. 
Foi exibida pela terceira vez pelo TLNovelas entre 25 de abril a 24 de junho de 2022, substituindo Triunfo del Amor e sendo substituída por Amor Real.

## Prêmios e indicações

### Prêmio TVyNovelas 1994
| Categoria                | Nominado(a)       | Resultado |
| ------------------------ | ----------------- | --------- |
| Melhor telenovela        | Carla Estrada     | Indicado  |
| Melhor ator protagonista | Ernesto Laguardia | Indicado  |
| Melhor atriz antagonista | Chantal Andere    | Indicado  |
| Melhor ator antagonista  | Humberto Elizondo | Indicado  |
| Melhor ator principal    | Joaquín Cordero   | Indicado  |
| Melhor atriz juvenil     | Lucero            | Venceu    |
| Melhor tema musical      | Lucero            | Indicado  |